# 31. december
31. december je 365. (366. v prestopnem letu) dan in s tem zadnji dan leta  v gregorijanskem koledarju.

## Dogodki
- 1600 – Vzhodnoindijska družba dobi neomejena pooblastila ze celotno trgovino v Indiji
- 1830 – Friderik Baraga pristane v New Yorku in se odpravi proti Velikim jezerom
- 1851 – Franc Jožef s silvestrskim patentom odpravi oktroirano ustavo iz leta 1849, pričetek Bachovega absolutizma
- 1857 – Ottawa postane kanadska prestolnica
- 1918 – ustanovljena Komunistična partija Nemčije
- 1938 – v ameriški zvezni državi Indiana predstavljen prvi alkotest
- 1971 – premierna izvedba skladbe "Silvestrski poljub" točno ob polnoči ob prehodu v novo leto
- 1988 – Slovenci v Gradcu ustanovijo Kulturno društvo člen 7
- 1994 – Prva čečenska vojna: začne se bitka za Grozni
- 1999 – Boris Jelcin, prvi ruski predsednik, preda predsedovanje Vladimirju Putinu
- 1999 – ZDA predajo Panamski kanal v upravljanje Panami
- 2004 – uradno odprt Taipei 101, tedaj najvišji nebotičnik na svetu
- 2005 – zaradi uskladitve z Univerzalnim koordiniranim časom (UTC) je dnevu že 33. od leta 1972 dodana prestopna sekunda, tako da je dan dolg 86.401 sekundo

## Rojstva
- 1371 – Vasilij I. Dimitrijevič, moskovski knez, vladimirski veliki knez († 1425)
- 1378 – Kalist III., papež španskega rodu († 1458)
- 1514 – Andreas Vesalius, belgijski (flamski) anatom, kirurg († 1564)
- 1550 – Henrik I. Guiški, ustanovitelj Katoliške lige  († 1588)
- 1632 – Abas II., perzijski šah († 1666)
- 1668 – Herman Boerhaave, nizozemski zdravnik, fiziolog in botanik († 1738)
- 1747 – Gottfried August Bürger, nemški pesnik († 1794)
- 1841 – Josip Križan, slovenski matematik, fizik, filozof († 1921)
- 1864 – Robert Grant Aitken, ameriški astronom († 1951)
- 1869 – Henri Matisse, francoski slikar († 1954)
- 1880 – George Catlett Marshall, ameriški vojaški poveljnik, državnik, nobelovec 1953 († 1959)
- 1902 – Silvo Breskvar, slovenski matematik, fizik († 1969)
- 1908 – Simon Wiesenthal, judovsko-avstrijski publicist, pisatelj, lovec na naciste († 2005)
- 1914 – Janez Lipušček, slovenski tenorist, († 1965)
- 1937 – Anthony Hopkins, valižanski igralec
- 1941 – Alex Ferguson, škotski nogometni trener
- 1943 –John Denver, ameriški pevec († 1997)
- 1943 – Ben Kingsley, ameriški filmski igralec
- 1948 – Donna Summer, ameriška pevka († 2012)
- 1959 – Val Kilmer, ameriški filmski igralec
- 1963 – Scott Ian, ameriški heavy metal glasbenik
- 1977 – Psy, korejski pevec

## Smrti
- 45 pr. n. št. – Kvint Fabij Maksim, rimski politik
- 192 – Komod, rimski cesar (* 161)
- 335 – papež Silvester I.
- 1164 – Otokar III., štajerski mejni grof (* 1124)
- 1194 – Leopold V., avstrijski vojvoda (* 1157)
- 1298 – Humphrey de Bohun, angleški plemič, 3. grof Hereford, 2. grof Essex (* 1249)
- 1299 – Marjeta Anžujska, grofica Anjouja in Maineja (* 1273)
- 1302 – Friderik III., vojvoda Zgornje Lorene (* 1238)
- 1328 – Giovanni Soranzo, 51. beneški dož (* 1240)
- 1384 – John Wycliffe, angleški teolog in predhodnik protestantizma (* 1331)
- 1389 – U, korejski kralj (* 1365)
- 1416 – Art MacMorrough, irski kralj Leinsterja (* 1357)
- 1575 – Pierino Belli, italijanski vojak, pravnik (* 1502)
- 1583 – Thomas Erastus, švicarski teolog in reformator (* 1524)
- 1591 – Gáspár Károlyi, prvi madžarski prevajalec Svetega pisma in protestantski teolog (* 1529)
- 1622 – Philipp Clüver, nemški geograf (* 1580)
- 1660 – Ludovika de Marillac, francoska usmiljenka, redovna ustanoviteljica usmiljenk in svetnica (* 1591)
- 1679 – Giovanni Alfonso Borelli, italijanski fiziolog, fizik, astronom, matematik (* 1608)
- 1719 – John Flamsteed, angleški astronom (* 1646)
- 1877 – Gustave Courbet, francoski slikar (* 1819)
- 1880 – Arnold Ruge, nemški filozof in politični pisec (* 1802)
- 1897 – Marcus Jakob Monrad, norveški filozof (* 1816)
- 1899 – Karl Millöcker, avstrijski skladatelj (* 1842)
- 1908 – Peter Kolar, slovensko-madžarski katoliški duhovnik in pisatelj (* 1855)
- 1913 – Seth Carlo Chandler mlajši, ameriški astronom (* 1846)
- 1936 – Miguel de Unamuno y Jugo, španski pisatelj, filozof baskovskega rodu (* 1864)
- 1937 – Fran Jaklič - Podgoričan, slovenski pisatelj (* 1868)
- 1969 – George Lewis, ameriški jazzovski klarinetist (* 1900)
- 1980 – Herbert Marshall McLuhan, kanadski literarni kritik, medijski teoretik, filozof (* 1911)
- 2013 – James Avery, ameriški filmski igralec (* 1948)
- 2020 –
  - Dušan Jovanović, slovenski dramatik, režiser, esejist (* 1939)
  - Pavel Ledinek, slovenski gospodarstvenik in izumitelj (* 1939)
- 2022 – papež Benedikt XVI. (* 1927)

## Prazniki in obredi
- Silvestrovo (god svetega Silvestra)
- Armenija – predvečer novega leta